# TVT Records
TVT Records fue una compañía discográfica americana fundada en 1985 por Steve Gottlieb en Nueva York, Nueva York.

## Algunos artistas destacados de la discográfica
- Nine Inch Nails
- The Brian Jonestown Massacre
- Modern English
- The Polyphonic Spree
- KMFDM
- Wellwater Conspiracy
- The KLF
- The Holloways